# Посторонним
Посторонним — дебютний альбом українського кліпмейкера та музиканта Віктора Придувалова, випущений під його псевдонімом Void у 2006 році.

## Трек-лист
1. «Intro»
2. «Пустота»
3. «Что ждёт тебя»
4. «Открой»
5. «Бесы»
6. «Смерть»
7. «Тайна»
8. «Битва»
9. «До встречи»

## Персоналії
Взято з буклету.
- Void: Віктор, Миро, Шура
- Армен Котсандян — дудук
- Єгор Міхєєв — віолончель
- Стас Покотило — бас (трек 5)
- Олексій Мезенцев — допомога в моделюванні барабанів
- Кадим Тарасов — sound FX
- Андрій Малигін — зведення та мастеринг
- Володимир Шкляревський, Віктор Придувалов — фото